# وولف 359

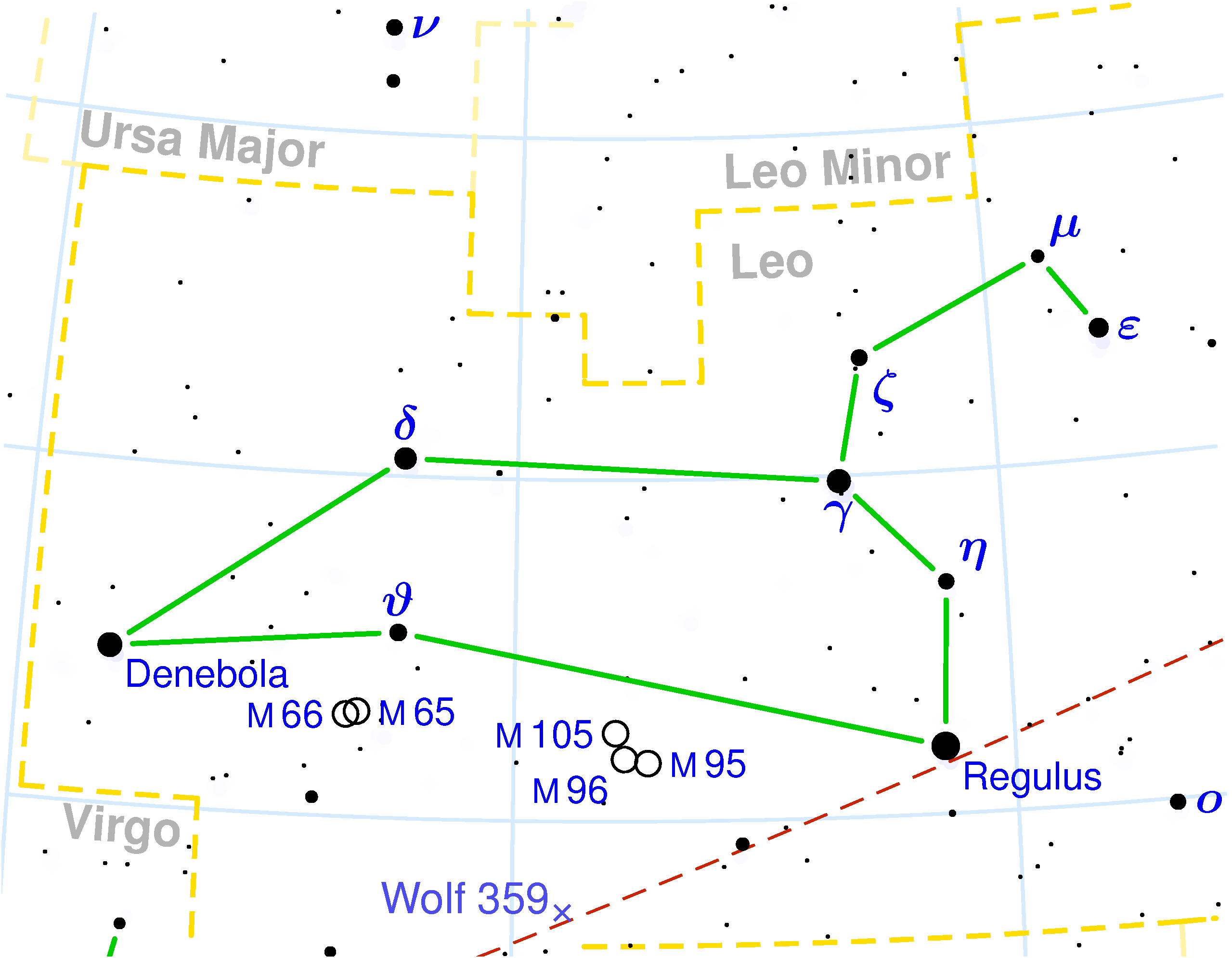
خريطة كوكبة الأسد ويقع نجم «وولف 359» في الأسفل إلى اليسار.

وولف 359 هو نجم قزم خافت للغاية من المستحيل رؤيته بالعين المجردة أو حتى بتلسكوب صغير (منظار) ويقع في كوكبة الأسد. هذا النجم هو قزم أحمر يبعد عن الأرض 7,7 سنة ضوئية تقريباً. ولكن بالرغم من ذلك فقدره الظاهري 13,5 مع أنه قريب جدا إلينا بالمعايير الفلكية، وذلك بسبب أن قدره المطلق هو 16,64 (كلما ازداد الرقم يكون النجم أخفت). وهو واحد من أقرب النجوم إلينا حيث يوجد فقط نجمان أقرب منه وهما رجل القنطور (نجم متعدد) ونجم برنارد.
أول من لاحظ الحركة الخاصة (الحركة الخاصة هي حركة فعلية للنجم) لهذا النجم كان الفلكي الألماني «ماكس وولف» (سمي النجم بـ«وولف 359» نسبة إليه) في عام 1917م. وبعد ذلك بعامين أي في عام 1919م نشر تصنيفه الذي احتوى أكثر من ألف نجم تملك مقدارا عاليا من الحركة الخاصة وقد كان هذا النجم هو الـ359 منها. وقد كان أقل النجوم المعروفة من ناحية الكتلة والقدر الظاهري إلى أن اكتشف نجم "VB 10" في عام 1944م.
يبلغ نصف قطر نجم «وولف 359» 0.16 نصف قطر شمسي وكتلته 0.09 كتلة شمسية. يبلغ سطوعه 0.0009 سطوع شمسي وحرارته 2800 كلفن.

## اقرأ أيضا
- واي زد قيطس
- قزم أحمر
- قنطور الأقرب
- نجم السهم
- غلييزا 581
- واي زد قيطس
- قائمة أقرب النجوم إلينا